# Joseph Gurney Cannon

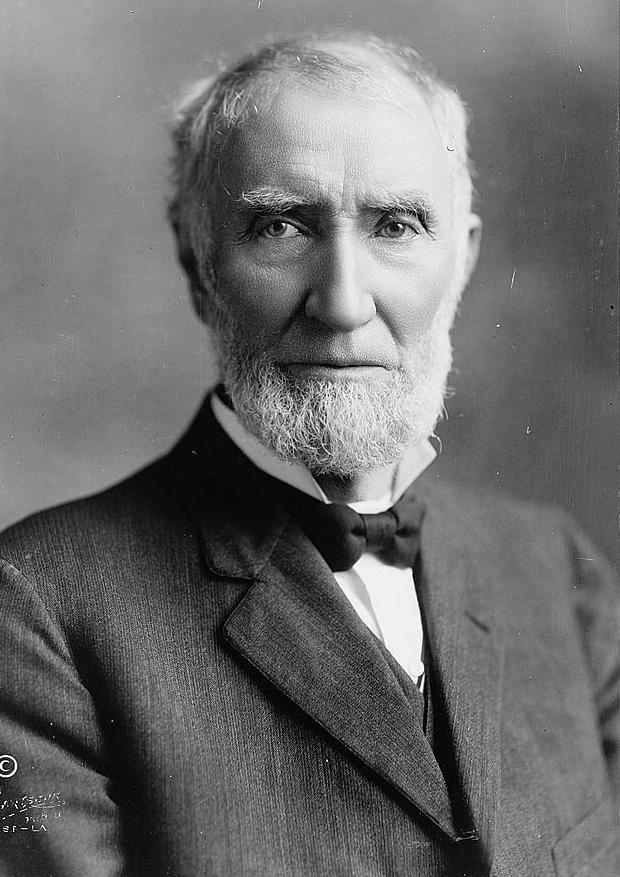
Joseph Gurney Cannon

Joseph Gurney Cannon (* 7. Mai 1836 in Guilford, Guilford County, North Carolina; † 12. November 1926 in Danville, Illinois) war ein US-amerikanischer Rechtsanwalt und Politiker (Republikanische Partei), der zwischen 1903 und 1911 Sprecher des Repräsentantenhauses war. Er war der erste Kongressabgeordnete mit mehr als 40 Jahren Dienstzeit.

## Frühe Jahre

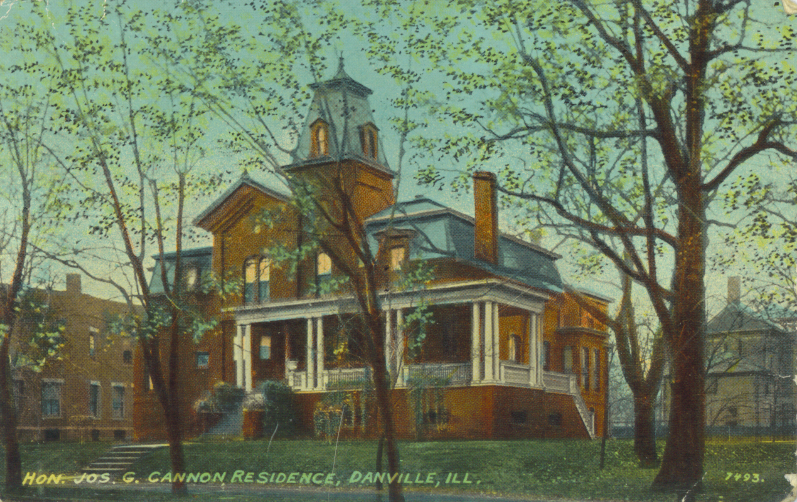
Joseph G. Cannons Anwesen in Danville

Geboren wurde Joseph Gurney Cannon als einer von zwei Söhnen Horace und Gulielma Hollingsworth Cannons. Im Alter von vier Jahren zog er mit seinen Eltern nach Bloomingdale, Indiana. Nach der Schule studierte Cannon Recht beim späteren US-Innenminister John Palmer Usher in Terre Haute und besuchte ein Semester lang die Jurafakultät der University of Cincinnati in Ohio. Er erhielt seine Zulassung als Anwalt 1858 und begann in Terre Haute zu arbeiten.
Enttäuscht darüber, dass Usher ihm keinen Platz in seiner Kanzlei anbot, fuhr Cannon 1859 in Richtung Chicago. Da er keine Zugfahrkarte gelöst hatte, verwies man ihn in Tuscola, Illinois des Zuges, wo er dann blieb und von 1861 bis 1868 das Amt des State Attorney innehatte. Hier heiratete er auch 1862 seine Frau Mary P. Reed, die ihm zwei Töchter gebar. 1876 zog er nach Danville, das für den Rest seines Lebens seine Heimatstadt blieb.

## Politischer Aufstieg
Als Republikaner wurde Cannon ins US-Repräsentantenhaus gewählt, wo er zunächst neun Legislaturperioden (4. März 1873 bis 3. März 1891) sein Amt innehatte. In den 52. Kongress gelangte er nicht, doch im 53. und den neun darauf folgenden (4. März 1893 bis 3. März 1913) konnte er Illinois erneut vertreten. Seine letzte zusammenhängende Amtszeit reichte vom 4. März 1915 bis zum 3. März 1923.
Von 1883 bis 1889 bekleidete er das Amt des Vorsitzenden (Republican Conference Chair) der House Republican Conference, das vierthöchste Amt in der republikanischen Führungsriege. Dasselbe Amt bekleidete er nochmals zwischen 1899 und 1903. In seiner Amtszeit war er Vorsitzender des Committee on Appropriations und des Committee on Expenditures in the Post Office Department und des Committee on Rules. Er benötigte fünf Versuche, bis es ihm gelang, 1903 das Amt des Sprechers des Repräsentantenhauses zu übernehmen. Bis heute gilt er als einer der autoritärsten und umstrittensten Sprecher, der gerne Alleingänge startete und versuchte, die Macht bei sich zu konzentrieren. Erst 1910 wurde seine politische Macht dadurch eingeschränkt, dass Demokraten und unzufriedene Republikaner gemeinsam unter Leitung von George W. Norris dafür sorgten, dass Cannon nicht mehr dem Committee on Rules vorstand und dadurch die anderen Ausschüsse nicht mit Mitgliedern seiner Wahl besetzen konnte. Er verblieb noch im Amt als Sprecher bis 1911. Mit der immer progressiveren Politik Theodore Roosevelts konnte der konservative und reaktionäre Cannon wenig anfangen. Im Jahr 1912 war er einer von vier Republikanern, die sich gegen eine Rückkehr Roosevelts ins Präsidentenamt aussprachen.
Auch mit Woodrow Wilson gab es Konfliktpunkte. Cannon stimmte dem Eintritt in den Ersten Weltkrieg nur zögernd zu und kritisierte den Völkerbund. Trotz seiner autoritären Art galt Cannon als beliebt und wurde auch in den Zeitungen häufig als „Uncle Joe“ bezeichnet. Doch seine ultrakonservative Art der Machtkonzentration prägte in den USA auch den Ausdruck Cannonism.

## Tod und Vermächtnis
Cannon verblieb im Amt bis zum 3. März 1923 und stellte sich dann nicht mehr zur Wiederwahl. An seinem letzten Tag im Amt war er auf dem Titelbild des ersten Time Magazine.
Joseph Gurney Cannon verstarb am 12. November 1926 in seinem Anwesen in Danville. Zu seinen Ehren erhielt das Cannon House Office Building 1962 seinen Namen.